# Mateusz Banasiuk
Mateusz Banasiuk (ur. 21 września 1985 w Warszawie) – polski aktor teatralny, telewizyjny i filmowy.

## Rodzina i edukacja
Jest synem aktora Stanisława Banasiuka. Ma dwie siostry, jedną starszą i jedną młodszą o dwa lata. Wychował się na warszawskim Powiślu. W młodości trenował karate.
W 2009 ukończył Wyższą Szkołę Filmową w Warszawie, a dwa lata później – Akademię Teatralną w Warszawie.

## Kariera zawodowa
W opartym na faktach filmie Cisza (2010) zagrał jednego z licealistów tragicznie zmarłych podczas lawiny w 2003. Telewidzom znany jest głównie jako Radek z serialu obyczajowego Polsatu Pierwsza miłość, w którym grał w latach 2011–2019. Ważnym momentem w jego karierze była główna rola biseksualnego Kuby w filmie Płynące wieżowce (2013).
Uczestniczył w telewizyjnych programach rozrywkowych: Dancing with the Stars. Taniec z gwiazdami (2014), Twoja twarz brzmi znajomo (2016), Ninja Warrior Polska (2019) i Mask Singer (2021).
W 2015 został perkusistą zespołu rockowego Lavina, którego jest współzałożycielem.
Wielokrotnie zajmował pierwsze miejsce podczas Mistrzostw Polski Aktorów w Pływaniu. Umiejętności pływackie wykorzystał w filmie Płynące wieżowce.

## Życie prywatne
Jest związany z aktorką Magdaleną Boczarską, z którą ma syna Henryka (ur. 17 grudnia 2017). Deklaruje się jako ateista. Otwarcie krytykuje szereg działań Kościoła katolickiego.

## Filmografia
- 2003: Wykład (etiuda szkolna) – uczestnik wykładu
- 2004: Pręgi – kelner
- 2005: Plebania – chłopak (odc. 537)
- 2005: Pensjonat pod Różą – Kamil Górak, chłopak Justyny (odc. 62)
- 2005: Na Wspólnej – Łukasz Mikos (odc. 426-427)
- 2005: Bulionerzy – student Romek (odc. 34)
- 2006: Oficerowie – wędkarz (odc. 3)
- 2006: Niania – Łukasz Kozłowski (odc. 32)
- 2006: Kto nigdy nie żył… – Mateusz
- 2006: Egzamin z życia – chłopak w kafejce internetowej (odc. 48)
- 2006: Cud mniemany, czyli krakowiacy i górale (spektakl telewizyjny) – krakowiak
- 2006: Pogoda na piątek – Gandalf (odc. 7 seria I)
- 2007: Szkiełko (etiuda szkolna) – zamyślony chłopak
- 2007: Synki (etiuda szkolna) – młodszy brat
- 2007: Oskarżeni. Śmierć sierżanta Karosa (spektakl telewizyjny) – Robert Chechłacz
- 2007: Evol (etiuda szkolna) – dziwak
- 2008–2009: Tylko miłość – Migdał, kolega Anny, kochanki Zdzisława Bogusza
- 2008: Tajny współpracownik (spektakl telewizyjny) – Mietek
- 2009: Wszystko, co kocham – Staszek, brat Janka
- 2009: Wszystko – chłopak
- 2009: Przystań – Filip Waśko (odc. 9)
- 2009: Miasto z morza – Niemiec
- 2009–2010: M jak miłość – Jurek Jaroszy, syn Waldemara
- 2010: Cisza – Wojtek Domagała
- 2010–2011: Plebania – Macias
- 2010: Ojciec Mateusz – Filip (odc. 57)
- 2011–2019: Pierwsza miłość – Radosław Zieliński
- 2011: 1920 Bitwa warszawska – żołnierz
- 2012: Szpiedzy w Warszawie – Roman Kosiński (odc. 4)
- 2012: Na Wspólnej – Maciej Niesłuchowski
- 2012: Big Love – członek zespołu The Ptack
- 2013: Świat według Kiepskich – gej (odc. 430)
- 2013: Płynące wieżowce – Kuba
- 2013: Ojciec Mateusz – Grzegorz Duracz (odc. 117)
- 2015: Zakład doświadczalny Solidarność (spektakl telewizyjny) – oficer SB
- 2015: Prawo Agaty – Adam Bodeński, narzeczony Kamili (odc. 92)
- 2015: Ojciec Mateusz – Igor Kromer, brat Kacpra (odc. 175)
- 2015: 60 (etiuda szkolna) – mężczyzna na imprezie
- 2016: Tajny klient (spektakl telewizyjny) – Maciek
- 2016: Strażacy – Dawid Zawadzki (odc. 11-20)
- 2017: Niania w wielkim mieście – Emil Więcławski, ojciec Michasi (odc. 4)
- 2017: Druga szansa – Jacek Wroński, asystent Moniki
- 2018: Pitbull. Ostatni pies – Adaś „Młody”, syn posła
- 2018: Agaton – diler
- od 2018: Barwy szczęścia – Franek Palkowski
- 2018: 7 uczuć – Marunio, brat Zosi
- 2018–2019: Pod powierzchnią – Radosław Szot, syn Marii Byszewskiej
- 2020: Młody Piłsudski – Tomasz Arciszewski
- 2020: Echo serca – Michał (odc. 37)
- 2021: Miłość do kwadratu – Enzo
- 2021: Pajęczyna – podporucznik Tadeusz Mróz
- 2021: Furioza – Dawid
- 2022: Listy do M. 5 – Przemek
- 2022: Nie cudzołóż i nie kradnij – Patryk Michalski
- 2023: Miłość do kwadratu jeszcze raz – Enzo
- 2023: Miłość do kwadratu bez granic – Enzo
- 2024: Dziewczyna influencera – Robbie
- 2024: Zabij mnie, kochanie
- 2024: Czerwone maki – podporucznik Edmund Wilkosz

Dubbing
- 2010–2013: Victoria znaczy zwycięstwo – Bill
- 2014: Pszczółka Maja. Film – Gucio[23]

Teledyski
- 2021: PRO8L3M feat. Vito Bambino – „Ritz Carlton (Remix)” lub „Furioza”[24]
- 2022: Reni Jusis feat. Mateusz Banasiuk – „Et si tu n’existais pas”

## Nagrody
- 2009 – Wyróżnienie na Krajowym Festiwalu Teatru Polskiego Radia i Teatru TV „Dwa Teatry” w Sopocie za rolę w spektaklu Tajny współpracownik (Teatr TV)
- 2011 – Nagroda ZASP za rolę Bani w spektaklu Stracone zachody miłości na XXIX Festiwalu Szkół Teatralnych w Łodzi